# Teledildònica
La teledildònica (també coneguda com a "ciberdildònica") són joguines sexuals que poden ser controlades per ordinador. Els promotors d'aquests dispositius han proclamat des de la dècada del 1980 que són el "següent gran pas" en tecnologia de cibersexe.
Un informe del 1993 a Chicago Tribune suggeria que les teledildòniques eren "la tecnologia de realitat virtual que pot ser algun dia permeta a la gent portar vestits de cos complet especials, casc i guants per a tindre relacions sexuals tàctils des de localitzacions remotes i separades mitjançant ordinadors connectats a línies telefòniques."
Les joguines sexuals que poden ser manipulades remotament per l'altra part estan arribant ara al mercat. Aquestes joguines venen amb pel·lícules pregravades en què les accions són sincronitzades per mitjà d'un guió prèviament escrit. Altres productes llançats encaixen en una nova categoria anomenada bluedildonics, que permet a una joguina sexual ser controlada de forma remota per mitjà d'una connexió bluetooth. Un informe del 2008 suggerí que la teledildònica, junt amb el text i el correu electrònic i les webcams, poden ser utilitzades per a provocar-se sexualment els uns als altres durant la jornada laboral com un preludi al sexe durant les hores de vesprada. New technologies can help people establish "emotional connections" via the web. Per descomptat, la tecnologia de la teledildònica ja ha sigut integrada als serveis adults per webcam i certes joguines sexuals.
L'ús d'aquesta tecnologia pot comportar l'aïllament social o, contràriament, el reforç de les relacions socials. També suposa un risc de ser hackejat podent recollir dades personals i controlant els aparells una tercera persona no convidada.